# Maj
Maj – piąty miesiąc w roku, według kalendarza gregoriańskiego ma 31 dni.

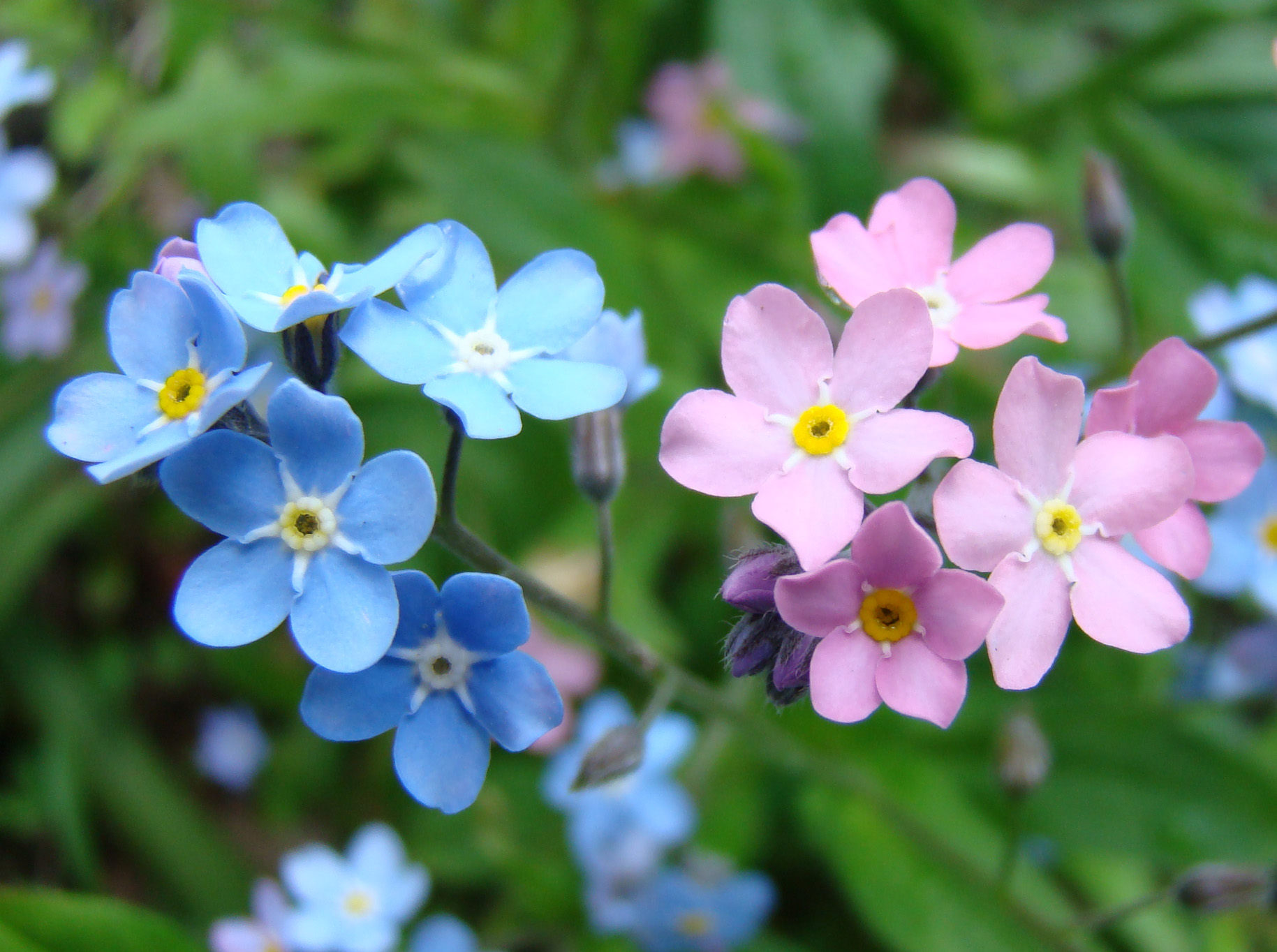
Niezapominajki

Maj jest miesiącem wiosennym na półkuli północnej, a jesiennym na południowej. W ciągu trwania maja w Polsce dzień wydłuża się do blisko 16,5 godziny.

## Nazwa

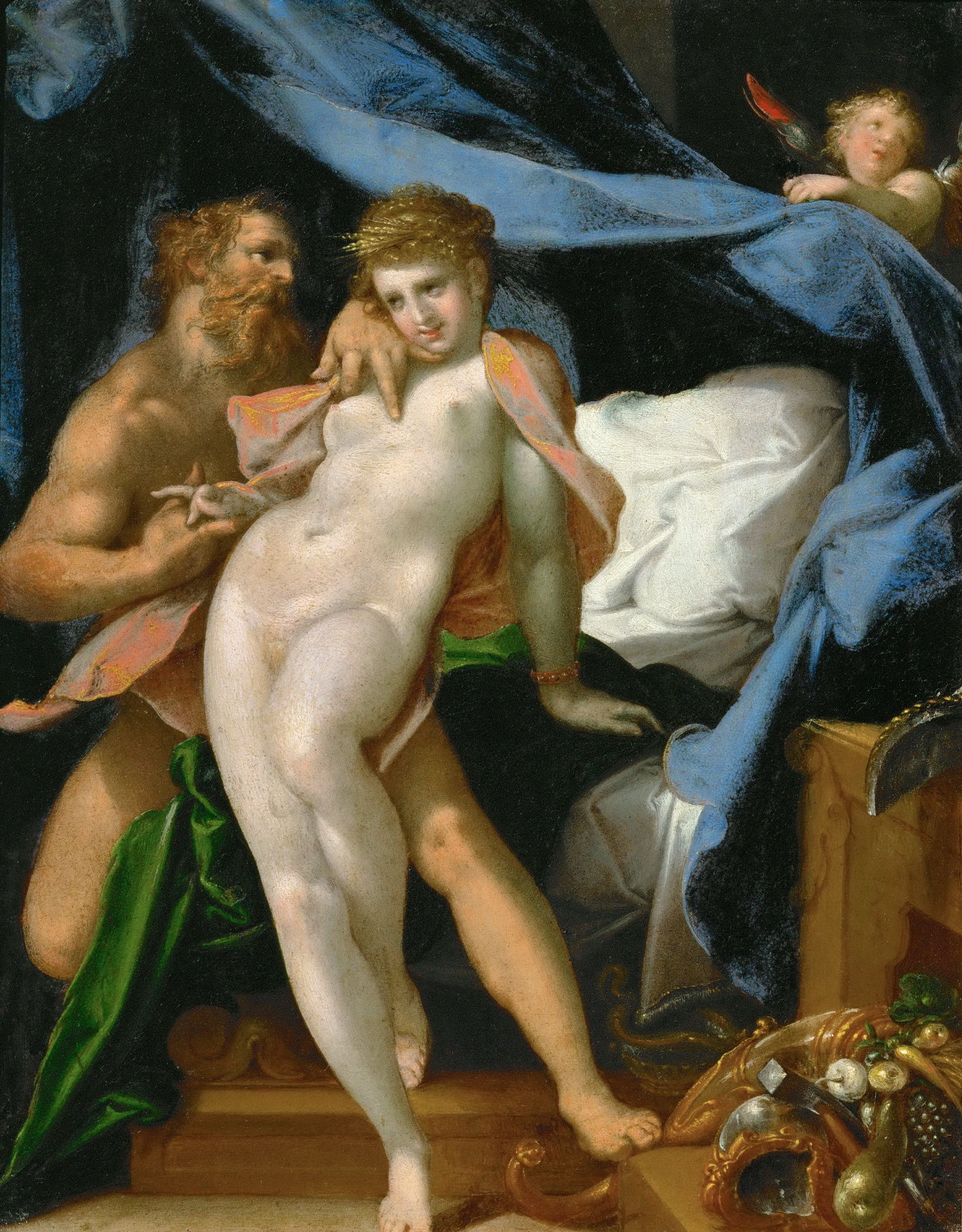
Bogini Maja

Nazwa miesiąca pochodzi od łacińskiej nazwy Maius (zobacz: kalendarz rzymski). Miesiąc ten ma nazwę bogini Mai, matki boga Merkurego. Została ona zapożyczona przez większość języków europejskich. W języku polskim określenie "maić" oznacza tyle samo, co stroić.
Staropolska nazwa maja brzmiała trawień. Maj i marzec to jedyne miesiące, których polska nazwa wywodzi się z łacińskiej i nie ma słowiańskiego rodowodu.
Słowo maj stanowi również określenie młodej ziemi, która w całej swej krasie występuje w tym miesiącu. Według starej legendy Bóg Ojciec w maju stworzył świat.

## Pogoda
W Polsce miesiąc jest dość ciepły, noce i poranki są jeszcze chłodne. Czasem zdarzają się przymrozki. Słońce ogrzewa coraz głębsze warstwy ziemi i budzi do życia owady. 

### Trzej ogrodnicy i zimna Zośka
Od 12 do 15 maja panują zwykle najchłodniejsze dni miesiąca.
Zjawisko klimatyczne charakterystyczne dla środkowej Europy, kiedy po okresie utrzymywania się wyżu barycznego nad Środkową i Wschodnia Europą (w tym nad Polską) następuje zmiana cyrkulacji atmosferycznej i przy słabnącym wyżu zaczyna wraz z niżem barycznym – napływać zimne powietrze z obszarów polarnych.
Według ludowej tradycji, środek miesiąca maja powinien być zimny, deszczowy i czasem mroźny (tzw. trzej ogrodnicy i zimna Zośka). Oznaczać ma to, że aż do jesieni nie powinno być przymrozków.
Nazwa pochodzi od imion przypisanych do dat od 12 do 15 maja kiedy to statystycznie najczęściej występuje to zjawisko klimatyczne.

## Przyroda

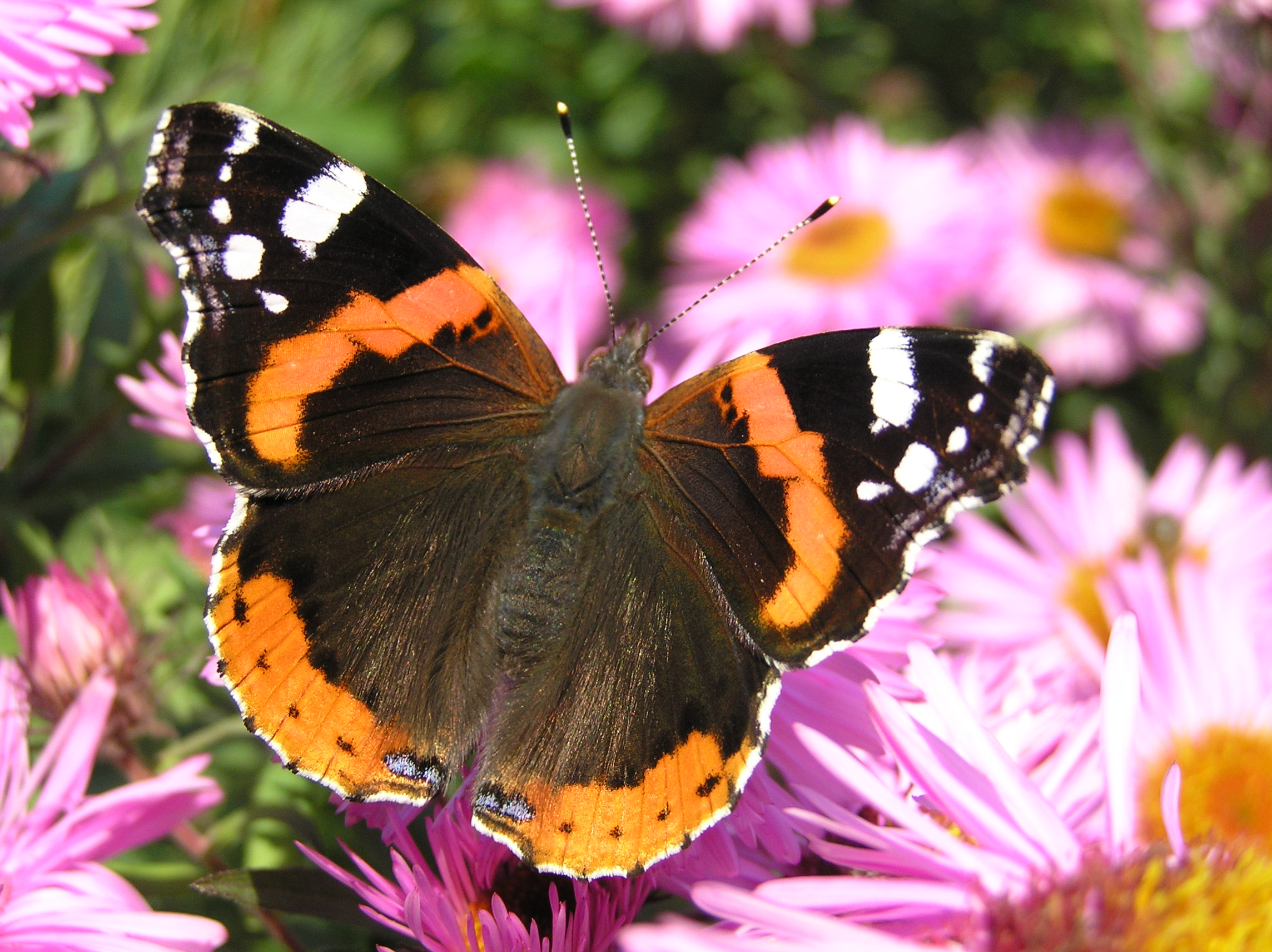
Rusałka admirał

W maju zakwitają konwalie, piwonie, czerwone maki, niezapominajki, czeremcha, odmiany lilaków, irga, złotokap, jaśmin i tawuła. W ogródkach domów kwitną tulipany i narcyzy. Z drzew parkowych zaczynają kwitnąć klony i kasztanowce.
W maju łąki zmieniają swoje kolory. Gdy zaczyna kwitnąć mniszek lekarski, to na łąkach dominuje kolor żółty. Po przekwitnięciu mniszka, łąki są różowe. Następnie kwitnące jaskry, nadają łące kolor żółty. 
Na polach zielenią się oziminy, żółci się rzepak i wschodzą buraki. W zbożach zaczyna kwitnąć rumianek i kwiaty powoju.
W lasach kwitnie borówka czarna i borówka brusznica. Na polankach leśnych kwitnie na biało krzew maliny. 
Na leśnych polanach spotyka się motyle m.in. paź królowej i rusałka admirał. Pod wieczór rozpoczynają swe loty chrabąszcze. Maj dla ptaków leśnych jest porą lęgów. Można spotkać też m.in. jaszczurki, padalce i zaskrońce.

## Religia
W tradycji katolickiej maj jest miesiącem dedykowanym czci Matki Bożej. Wierni biorą udział w nabożeństwach majowych, podczas których śpiewa się litanię loretańską. Na Górnym Śląsku w ostatnią niedzielę maja odbywają się pielgrzymki stanowe mężczyzn i młodzieńców do Piekar Śląskich.